# Elcina Valencia
María Elcina Valencia Córdoba (Buenaventura, Valle del Cauca; 27 de abril de 1963) es una licenciada en educación básica primaria, cantautora y poeta afrocolombiana.

## Biografía
Hija de Julio Francisco Valencia Castro y Nicolasa Córdoba Caicedo una cantadora tradicional de la cual Elcina heredó el amor por la música y las muestras culturales propias del Pacífico colombiano. Desde temprana edad empezó a componer canciones que presentaba ante sus paisanos en las festividades de la vereda San José y su corregimiento natal Puerto Merizalde, en Buenaventura. A la edad de 17 años escribío su primer poema como encargo de una de sus profesoras de secundaria.
Cursó su educación secundaria en la Normal Juan Ladrilleros de Buenaventura; en 1989 obtiene el título de Licenciada en educación básica primaria; en 1997 el de Especialista en planeamiento educativo de la Universidad Católica y Magíster en Educación de la misma institución; Especialista en Pedagogía del Folclor de la Universidad Santo Tomás en el año 2000; Especialista en Lúdica y Recreación de la Universidad Los libertadores. Asimismo es diplomada en Informática para la educación y en Alta gerencia y calidad educativa de la Universidad Santiago de Cali.
Ha realizado cursos de gramática musical y solfeo, guitarra, periodismo cultural, contabilidad básica, diseño curricular en etnoeducación, animación grupal y comunitaria, ayudas audiovisuales, gestión de proyectos, uso de medios y nuevas tecnologías, entre otros.
Su labor artística está enmarcada en la poesía, el canto y la dirección de grupos artísticos de música y danza, participando cada año en el Encuentros de Mujeres Poetas Colombianas realizado en Roldanillo, Valle del Cauca y en otros encuentros locales, regionales, nacionales, e internacionales, en países como Costa Rica, Brasil, Panamá, Ecuador, Cuba, España, Francia, Italia, Grecia, Austria, Bélgica, Inglaterra, Suiza y Alemania.
El Museo Rayo de Roldanillo fue, en el Encuentro de Mujeres Poetas Colombianas de 1991, el primer gran escenario en abrir las puertas al trabajo poético de Elcina; los directores del museo Águeda Pizarro de Rayo y Ómar Rayo impresionados por la calidad de su poesía deciden apoyarla en la publicación de su primer libro Todos somos culpables de 1992.
Este mismo museo, años más tarde, en el XXIII Encuentro de Mujeres Poetas Colombianas la galardona, junto a María Teresa Ramírez y Mary Grueso, con el título de almanegra, equivalente al título de almadre, otorgado a la poetas colombianas que han alcanzado la excelencia en su obra.
En su obra son constantes las temáticas de la familia, el amor, las tradiciones y el esfuerzo por el rescate de la identidad cultural del pueblo afrodescendiente, y la búsqueda de reivindicación de los derechos de su pueblo. A su labor artística ha sumado la labor investigativa de las costumbres y problemas de su pueblo.
Es directora y fundadora de la asociación cultural Tradiciones de Pacífico dedicada a la enseñanza y propagación de las tradiciones culturales del Pacífico colombiano, así como la difusión de los saberes tradicionales del pueblo afrodescendiente. Es coordinadora del proceso etnoeducativo del distrito de Buenaventura, desde donde promueve y gestiona la educación propia para los pueblos o grupos étnicos afrocolombianos e indígenas.
En los años 2012 y 2013 fue designada como coordinadora del Comité de la Afrocolombianidad de Buenaventura, instancia desde la cual impulsó la conmemoración del mes de la afrocolombianidad, organizando conferencias, foros, videoforos, desfiles, reinados, muestras culturales, conciertos, jornadas pedagógicas y todo un conjunto de estrategias que contribuyen a visibilizar y reconocer los aportes de los afrocolombianos al desarrollo de la nación y del mundo. 
Hace parte del Grupo Gestor del Plan Especial de Salvaguardia (PES) de las músicas de marimba y cantos tradicionales del Pacífico sur colombiano por el Valle del Cauca y ejerce la Secretaría técnica de esta instancia de participación y veeduría desde el año 2012 por un período de 4 años.

## Publicaciones

### Libros
- Todos somos culpables

- Rutas de autonomía y caminos de identidad

- Susurros de palmeras

- Analogías y anhelos

- Pentagrama de pasión

### Material sonoro
- Rompamos el silencio - incluye 12 temas

- Rumbas y arrullos de manglar - incluye 10 temas

- La palmera - incluye 9 temas

- Analogías y anhelos (poemas con música de fondo)- incluye 11 temas

- Cantos a capella - incluye 9 temas

## Premios
Ha recibido, entre otros, los siguientes reconocimientos a su labor poética, cultural y de liderazgo social:
- Festival Distrital de la Canción Colombiana: Primer puesto (1982)

- Bandeja de Plata de la Alcaldía de Buenaventura: Reconocimiento a su trabajo en favor de la mujer (1991)

- Premio Nacional de Poesía Erótica (1992)

- Mención Honorífica de la Alcaldía de Buenaventura: Reconocimiento a su trabajo cultural (1993)

- Festival Departamental de la Canción Mensaje, para que el Agua Viva: Primer puesto (1994)

- Universidad del Valle: Placa en reconocimiento a su labor poética (2003)

- XXIII Encuentro de Mujeres Poetas Colombianas del Museo Rayo: Designación como almanegra por la excelencia de su obra poética (2007)

- Reconocimiento como una de las 100 mujeres destacadas del siglo XX en el Valle del Cauca. Año 2010